# Kabinett Paul-Boncour

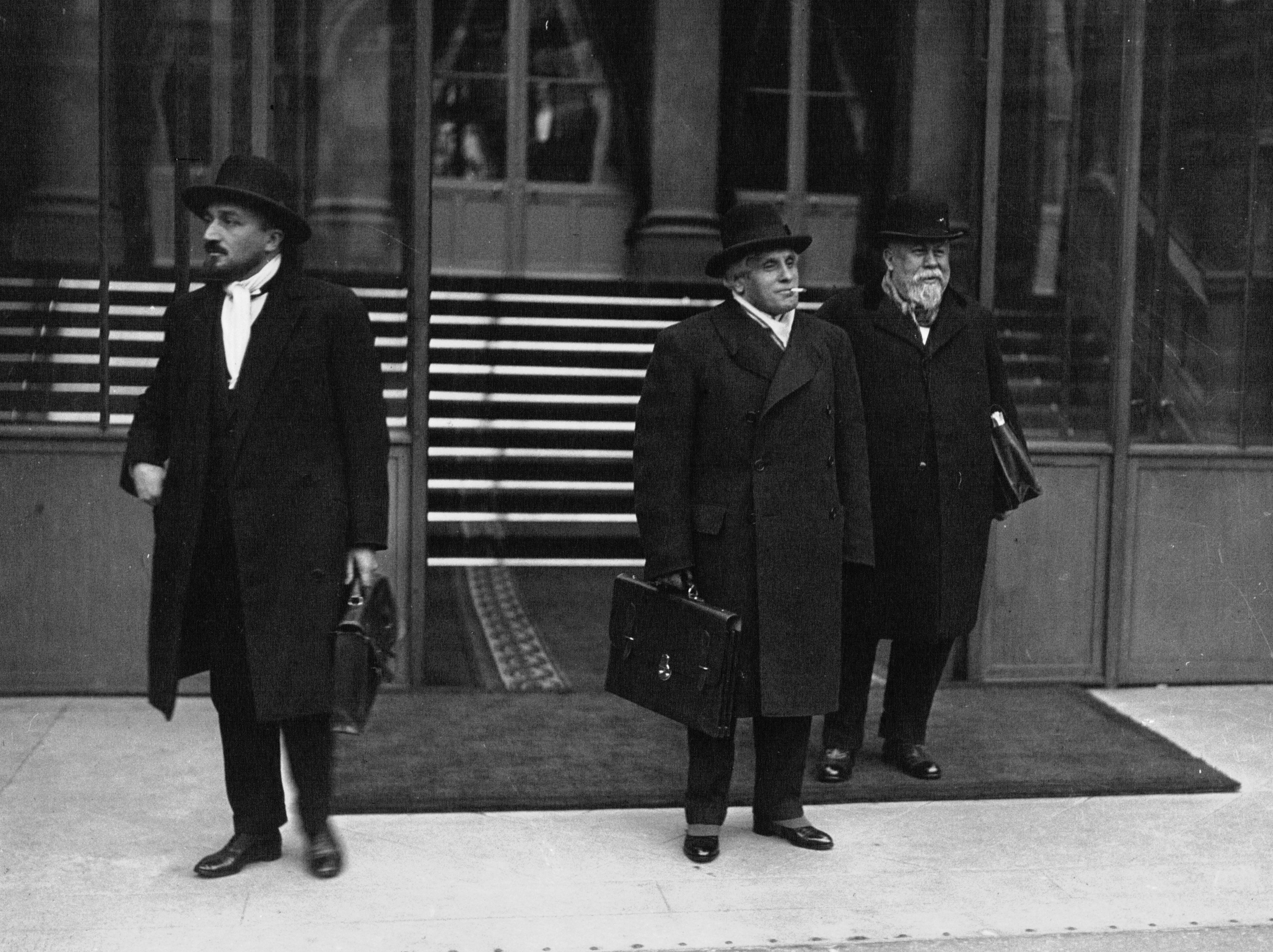
Eugène Frot, Joseph Paul-Boncour und Henry Chéron 1933 beim Verlassen des Elysee-Palastes

Das Kabinett Paul-Boncour war eine Regierung der Dritten Französischen Republik. Es wurde am 18. Dezember 1932 von Premierminister (Président du Conseil) Joseph Paul-Boncour gebildet und löste das Kabinett Herriot III ab. Es blieb bis zum 28. Januar 1933 im Amt und wurde vom Kabinett Daladier I abgelöst.
Dem Kabinett gehörten Vertreter folgender Parteien an: Alliance démocratique (AD), Radicaux indépendants (RI), Parti républicain, radical et radical-socialiste (PRRRS), Parti républicain-socialiste (PRS) und Parti socialiste français (PSF).

## Kabinett
Diese Minister bildeten das Kabinett:
- Premierminister: Joseph Paul-Boncour (PRS)
- Außenminister: Joseph Paul-Boncour
- Kriegsminister: Édouard Daladier (PRRRS)
- Bildungsminister: Anatole de Monzie (PSF)
- Minister des Inneren: Camille Chautemps (PRRRS)
- Justizminister: Abel Gardey[2] (PRRRS)
- Landwirtschaftsminister: Henri Queuille (PRRRS)
- Finanzminister: Henry Chéron (AD)
- Minister für öffentliche Arbeiten: Georges Bonnet (PRRRS)
- Minister für Kolonien: Albert Sarraut (PRRRS)
- Minister für Arbeit und Sozialversicherung: Albert Dalimier (PRRRS)
- Minister für Handel und Industrie: Julien Durand[3] (PRRRS)
- Minister für Post, Telegraphie und Telefonie: Laurent Eynac (RI)
- Minister für öffentliche Gesundheit: Charles Daniélou[4] (RI)
- Minister für die Marine: Georges Leygues (RI)
- Minister für Renten: Edmond Miellet (PRRRS)
- Minister für Luftfahrt: Paul Painlevé (PRS)
- Minister für die Handelsmarine: Léon Meyer (PRRRS)

### Unterstaatssekretäre
Dem Kabinett gehörten folgende Sous-secrétaires d’État an:
- Premierminister und Außenministerium: Eugène Frot (PRS)
- Premierminister und Außenministerium; zuständig für Nationalökonomie: Raymond Patenôtre[5] (RI)
- Premierminister; zuständig für Außenpolitik: Pierre Cot (RI)
- Ministerium für Arbeit und Sozialversicherung: François de Tessan[6] (PRRRS)
- Innenministerium: Alexandre Israël[7] (PRRRS)
- Ministerium für Luftfahrt: Paul Bernier[8] (PRRRS)
- Bildungsministerium; zuständig für Sportunterricht: Philippe Marcombes[9] (PRRRS)
- Bildungsministerium; zuständig für technische Ausbildung: Hippolyte Ducos[10] (PRRRS)
- Bildungsministerium; zuständig für schöne Künste: Jean Mistler (PRRRS)
- Ministerium für Kolonien: Gratien Candace[11] (RI)
- Kriegsministerium: Guy La Chambre[12]
- Landwirtschaftsministerium: Jean-Alexis Jaubert[13] (PRRRS)

## Historische Einordnung
Das Kabinett Paul-Boncour wurde zwar von der SFIO Léon Blums unterstützt, diese beteiligte sich aber erneut nicht an der Regierung. Die Regierung stürzte nach kurzer Zeit über einen Artikel zu einer Steuererhöhung.